# James Best
James Best, pseudoniem van Jules Franklin Guy, (Powderly (Kentucky), 26 juli 1926 – Hickory (North Carolina), 6 april 2015) was een Amerikaans acteur.

## Loopbaan
Best was vooral bekend als sheriff Rosco P. Coltrane uit de serie The Dukes of Hazzard (1979-1985). Tussen 1950 en zijn overlijden in 2015 was hij echter te zien in meer dan 170 film- en televisierollen.
Naast acteur verwierf Best ook bekendheid als dramadocent. Zijn James Best actors studio is een begrip in Hollywood. Zo gaf hij in de jaren 80 acteerles aan een nog jonge Quentin Tarantino.
Hij overleed in een verpleeghuis in Hickory op 88-jarige leeftijd.

## Filmografie
- Moondance Alexander (2007) - McClancy
- Once Not Far from Home (2006) - De dokter
- Hot Tamale (2006) - Hank Larson
- The Dukes of Hazzard: Return of the General Lee (Videogame, 2004) - Sheriff Rosco P. Coltrane (Voice-over)
- House of Forever (2004) - William Clancy
- The Dukes of Hazzard: Hazzard in Hollywood (televisiefilm, 2000) - Rosco P. Coltrane
- The Dukes of Hazzard: Racing for Home (Videogame, 1999) - Rosco (Voice-over)
- Death Mask (1998) - Wilbur Johnson
- Finders Keepers (1998) - John Massey
- The Dukes of Hazzard: Reunion! (televisiefilm, 1997) - Boss/Sheriff Rosco P. Coltrane
- In the Heat of the Night televisieserie - Nathan Bedford (Afl., Sweet, Sweet Blues, 1991)
- B.L. Stryker televisieserie - Rol onbekend (Afl., Night Train, 1990)
- The Dukes of Hazzard televisieserie - Sheriff Rosco P. Coltrane (141 afl., 1979-1985)
- The Dukes televisieserie - Sheriff Rosco P. Coltrane (Voice-over, 1983)
- Enos televisieserie - Sheriff Rosco P. Coltrane (Afl., Grits and Greens Strike Again, 1980)
- How the West Was Won televisieserie - Sheriff Gruner (Afl., Luke, 1979)
- Centennial (Mini-serie, 1978) - Hank Garvey (Hoofdstuk 12)
- Hooper (1978) - Cully
- The End (1978) - Pacemaker Patiënt
- Rolling Thunder (1977) - Texaan
- The Brain Machine (1977) - Rev. Emeroy Neill
- McLaren's Riders (televisiefilm, 1977) - Lamarr Skinner
- Nickelodeon (1976) - Jim
- The Savage Bees (televisiefilm, 1976) - Deputy Mayor Pelligrino
- Gator (1976) - Rol onbekend (Niet op aftiteling)
- Ode to Billy Joe (1976) - Dewey Barksdale
- The Runaway Barge (televisiefilm, 1975) - Bingo Washington
- Savages (televisiefilm, 1974) - Sheriff Bert Hamilton
- Hawkins televisieserie - Rol onbekend (Afl., Blood Feud, 1973)
- Sounder (1972) - Sheriff Young
- Run, Simon, Run (televisiefilm, 1970) - Henry Burroughs
- Dan August televisieserie - Rol onbekend (Afl., In the Eyes of God, 1970)
- Lancer televisieserie - Clayt (Afl., Goodbye, Lizzie, 1970)
- Gunsmoke televisieserie - Charlie Noon (Afl., Charlie Noon, 1969)
- The Guns of Will Sonnett televisieserie - Harley Bass (Afl., Robber's Roost, 1969)
- Felony Squad televisieserie - George 'Lucky' Collins (Afl., The Distant Shore, 1968)
- The Mod Squad televisieserie - Frank Lynch (Afl., The Price of Terror, 1968)
- I Spy televisieserie - De dokter (Afl., Suitable for Framing, 1968)
- Bonanza televisieserie - Sheriff Vern Schaler (Afl., The Price of Salt, 1968)
- Firecreek (1968) - Drew
- First to Fight (1967) - Sgt. Carnavan
- The Guns of Will Sonnett televisieserie - Rake Hanley (Afl., Meeting at Devil's Fork, 1967)
- Hawk televisieserie - Emile (Afl., Blind Man's Bluff, 1966)
- Felony Squad televisieserie - Arnold Wyatt (Afl., Flame Out, 1966)
- I Spy televisieserie - Sam (Afl., Lisa, 1966)
- The Green Hornet televisieserie - Yale Barton (Afl., Deadline for Death, 1966)
- The Iron Horse televisieserie - Chico (Afl., High Devil, 1966)
- Perry Mason televisieserie - Allan Winford (Afl., The Case of the Unwelcome Well, 1966)
- Three on a Couch (1966) - Dr. Ben Mizer
- The Virginian televisieserie - Curt Westley (Afl., Letter of the Law, 1965)
- Honey West televisieserie - Rol onbekend (Afl., A Matter of Wife and Death, 1965)
- Burke's Law televisieserie - Tucson, 'The Cowboy' (Afl., Steam Heat, 1965)
- Shenandoah (1965) - Carter (Rebellerende soldaat)
- Black Spurs (1965) - Sheriff Elkins
- Flipper televisieserie - Dr. Peter Kellwin (Afl., The Call of the Dolphin, 1965)
- Ben Casey televisieserie - Dr. Joe Sullivan (Afl., A Little Fun to Match the Sorrow, 1965)
- Daniel Boone televisieserie - Jethroe Wyatt (Afl., The Devil's Four, 1965)
- Death Valley Days televisieserie - Jim Campbell (Afl., Hero of Fort Halleck, 1964)
- Gunsmoke televisieserie - Sam Beal (Afl., The Glory and the Mud, 1964)
- Death Valley Days televisieserie - Jimmy Burns (Afl., Sixty-Seven Miles of Gold, 1964)
- The Quick Gun (1964) - Sheriff Scotty Wade
- Rawhide televisieserie - Rol onbekend (Afl., Incident at El Toro, 1964)
- Destry televisieserie - Curly Beamer (Afl., Go Away, Little Sheba, 1964)
- The Alfred Hitchcock Hour televisieserie - Tom Carmody (Afl., The Jar, 1964)
- Combat! televisieserie - Trenton (Afl., Mail Call, 1964)
- The Fugitive televisieserie - Dan (Afl., Terror at High Point, 1963)
- Gunsmoke televisieserie - Dal Creed (Afl., With a Smile, 1963)
- Ben Casey televisieserie - Simon Waller (Afl., Six Impossible Things Before Breakfast, 1963)
- Rawhide televisieserie - Brock Quade (Afl., Incident of the Rawhiders, 1963)
- Bonanza televisieserie - Page (Afl., The Legacy, 1963)
- Perry Mason televisieserie - Martin Potter (Afl., The Case of the Surplus Suitor, 1963)
- Rawhide televisieserie - Willy Cain (Afl., Incident at Spider Rock, 1963)
- Redigo televisieserie - Les Fay (Afl., Little Angel Blue Eyes, 1963)
- Temple Houston televisieserie - Gotch (Afl. onbekend, 1963)
- Shock Corridor (1963) - Stuart
- The Twilight Zone televisieserie - Billy-Ben (Afl., Jes-Belle, 1963)
- G.E. True televisieserie - Ernie Swift (Afl., Open Season, 1963)
- Cheyenne televisieserie - Rol onbekend (Afl., Sweet Sam, 1962)
- Cheyenne televisieserie - Ernie Riggins (Afl., Satonka, 1962)
- Hawaiian Eye televisieserie - Johnny Olin (Afl., Day in the Sun, 1962)
- Black Gold (1962) - Jericho Larkin
- Death Valley Days televisieserie - Ruel Gridley (Afl., The $275,000 Sack of Flower, 1962)
- The Twilight Zone televisieserie - Jeff Myrtlebank (Afl., The Last Rites of Jeff Myrtlebank, 1962)
- Bronco televisieserie - Banton (Afl., Then the Mountains, 1962)
- The Rifleman televisieserie - Bob Barrett (Afl., The Day a Town Slept, 1962)
- 77 Sunset Strip televisieserie - Babe Mackie (Afl., The Long Shot Caper, 1962)
- Laramie televisieserie - Johnny Best (Afl., The Runaway, 1962)
- Surfside 6 televisieserie - Ernie Jordan (Afl., One for the Road, 1961)
- Whispering Smith televisieserie - Hemp Reeger (Afl., The Hemp Reeger Case, 1961)
- Bonanza televisieserie - Carl Reagan (Afl., The Fugitive, 1961)
- The Twilight Zone televisieserie - Johnny Rob (Afl., The Grave, 1961)
- Alfred Hitchcock Presents televisieserie - Bish Darby (Afl., Make My Death Bed, 1961)
- The Andy Griffith Show televisieserie - Jim Lindsey (Afl., The Guitar Player Returns, 1961)
- Stagecoach West televisieserie - Mike Pardee (Afl., The Dead Don't Cry, 1961)
- Stagecoach West televisieserie - Jack Craig (Afl., The Arsonist, 1961)
- The Barbara Stanwyck Show televisieserie - Joe (Afl., The Choice, 1961)
- Michael Shayne televisieserie - Danny (Afl., Strike Out, 1961)
- Have Gun - Will Travel televisieserie - Roy Smith (Afl., Quiet Night in Town: Part 1 & 2, 1961)
- Stagecoach West televisieserie - Les Hardeen (Afl., High Lonesome, 1960)
- Alfred Hitchcock Presents televisieserie - Hennessy (Afl., Cell 227, 1960)
- Laramie televisieserie - Ben Leach (Afl., Company Man, 1960)
- The Andy Griffith Show televisieserie - Jim Lindsey (Afl., The Guitar Player, 1960)
- The DuPont Show with June Allyson televisieserie - Jovan Wilanskov (Afl., Love on Credit, 1960)
- Bat Masterson televisieserie - Danny (Afl., Dakota Showdown, 1960)
- The Rebel televisieserie - Waares (Afl., Deathwatch, 1960)
- The Rebel televisieserie - Ted Evans (Afl., Night on a Rainbow, 1960)
- Lock Up televisieserie - Roy (Afl., The Beau and Arrow Case, 1960)
- The Mountain Road (1960) - Niergaard
- Overland Trail televisieserie - Frank Cullen (Afl., Escort Detail, 1960)
- Men Into Space televisieserie - Lt. John Leonard (Afl., Beyond the Stars, 1960)
- The Texan televisieserie - Clay Kirby (Afl., Killer's Road, 1960)
- General Electric Theater televisieserie - Hardy Coulter (Afl., Aftermath, 1960)
- Pony Express televisieserie - Rol onbekend (Afl., The Story of Julesberg, 1960)
- Wagon Train televisieserie - Art Bernard (Afl., The Clayton Tucker Story, 1960)
- Wagon Train televisieserie - Bowman Lewis (Afl., The Colonel Harris Story, 1960)
- Aftermath (televisiefilm, 1960) - Hardy Couter
- Startime televisieserie - Duke (Afl., Cindy's Fella, 1959)
- Wagon Train televisieserie - Garth English (Afl., The Andrew Hale Story, 1959)
- Laramie televisieserie - Dallas (Afl., The Lawbreakers, 1959)
- The Lineup televisieserie - Rol onbekend (Afl., Lonesome as Midnight, 1959)
- The Man and the Challenge televisieserie - David Mallory (Afl., Maximum Capacity, 1959)
- Cast a Long Shadow (1959) - Sam Mullen
- The David Niven Show televisieserie - Frank Simms (Afl., Good Deed, 1959)
- Frontier Justice televisieserie - Pyke Dillon (Afl., The Three Graves, 1959)
- The David Niven Show televisieserie - Private Boland (Afl., Portrait, 1959)
- The Killer Shrews (1959) - Thorne Sherman
- Black Saddle televisieserie - Ben Travers (Afl., Client: Nelson, 1959)
- Verboten! (1959) - Sgt. David Brent
- Ride Lonesome (1959) - Billy John
- Dead or Alive televisieserie - Luke Perry (Afl., Six-Up to Bannach, 1959)
- Good Deed (televisiefilm, 1959) - Frank Simms
- Dead or Alive televisieserie - Stoner (Afl., Sheriff of Red Rock, 1958)
- Alfred Hitchcock Presents televisieserie - Norman Frayne (Afl., Death Sentence, 1958)
- Bat Masterson televisieserie - Joe Best (Afl., Stampede at Tent City, 1958)
- Behind Closed Doors televisieserie - Webb (Afl., The Enemy on the Flank, 1958)
- Trackdown televisieserie - Joe Sunday (Afl., Sunday's Child, 1958)
- Trackdown televisieserie - Bob Ahler (Afl., The Mistake, 1958)
- The Restless Gun televisieserie - Jim Kenyon (Afl., Jebediah Bonner, 1958)
- The Millionaire televisieserie - Fred Morgan (Afl., The Fred Morgan Story, 1958)
- The Naked and the Dead (1958) - Rhidges
- Target televisieserie - Rol onbekend (Afl., Assassin, 1958)
- The Left Handed Gun (1958) - Tom Folliard
- Cole Younger, Gunfighter (1958) - Kit Caswell
- Tombstone Territory televisieserie - Matt Porter (Afl., Guilt of a Town, 1958)
- Climax! televisieserie - Shag (Afl., The Secret Love of Johnny Spain, 1958)
- Schlitz Playhouse of Stars televisieserie - Rol onbekend (Afl., Guys Like O'Malley, 1958)
- Trackdown televisieserie - Rand Marple (Afl., Marple Brothers, 1957)
- Have Gun - Will Travel televisieserie - Andy Fisher (Afl., The Long Night, 1957)
- Man on the Prowl (1957) - Doug Gerhardt
- Richard Diamond, Private Detective televisieserie - Jack Milhoan (Afl., Merry-Go-Round Case, 1957)
- West Point televisieserie - William Purdom (Afl., Dragoon Patrol, 1957)
- Hot Summer Night (1957) - Kermit
- Last of the Badmen (1957) - Ted Hamilton
- Sheriff of Cochise televisieserie - Mike Norris (Afl., Lynching Party, 1957)
- Zane Grey Theater televisieserie - Pyke Dillon (Afl., Three Graves, 1957)
- Cavalcade of America televisieserie - Rol onbekend (Afl., Women's Work, 1956)
- The Rack (1956) - Millard Chilson Cassidy
- Calling Homicide (1956) - Det. Arnie Arnhoff
- Frontier televisieserie - Jason Cartwright (Afl., Out from Texas, 1956)
- Frontier televisieserie - Ben Reed (Afl., The Texicans, 1956)
- Gaby (1956) - Jim
- Forbidden Planet (1956) - Crewman (Niet op aftiteling)
- When Gangland Strikes (1956) - Jerry Ames (Niet op aftiteling)
- Come Next Spring (1956) - Bill Jackson
- The Adventures of Champion televisieserie - Rol onbekend (Afl., Andrew and the Deadly Double, 1956)
- Red Ryder televisieserie - Perry Cochran (Afl., Gun Trouble Valley, 1956)
- The Lone Ranger televisieserie - Jim Blake (Afl., Framed for Murder, 1955)
- The Adventures of Champion televisieserie - Rol onbekend (Afl., The Stone Heart, 1955)
- Death Valley Days televisieserie - Tiny Stoker (Afl., Million Dollar Wedding, 1955)
- Cavalcade of America televisieserie - Rol onbekend (Afl., One Day at a Time, 1955)
- The Eternal Sea (1955) - Student (Rol is niet bevestigd)
- A Man Called Peter (1955) - Man with Jane at youth rally (Niet op aftiteling)
- Seven Angry Men (1955) - Jason Brown
- Buffalo Bill, Jr. televisieserie - Larry Martin (Afl., The Death of Johnny Ringo, 1955)
- The Adventures of Kit Carson televisieserie - Rol onbekend (Afl., Frontier Empire, 1954)
- The Gene Autry Show televisieserie - Ray Saunders (Afl., Hoodoo Canyon, 1954)
- The Gene Autry Show televisieserie - Bank Teller (Afl., Holdup, 1954)
- The Raid (1954) - Lt. Robinson
- Return from the Sea (1954) - Barr
- Annie Oakley televisieserie - Rol onbekend (Afl., Annie and the Outlaw's Son, 1954)
- Annie Oakley televisieserie - Scott Warren (Afl., Outlaw Mesa, 1954)
- The Caine Mutiny (1954) - Lt. (j.g.) Jorgensen (Niet op aftiteling)
- Stories of the Century televisieserie - Dave Ridley (Afl., Little Britches, 1954)
- The Yellow Tomahawk (1954) - Private Bliss
- They Rode West (1954) - Lt. Friday (Niet op aftiteling)
- Hopalong Cassidy televisieserie - Rick Alston (Afl., Silent Testimony, 1954)
- Riders to the Stars (1954) - Sidney K. Fuller
- Hallmark Hall of Fame televisieserie - Rol onbekend (Afl., McCoy of Abilene, 1953)
- Cavalcade of America televisieserie - Rol onbekend (Afl., Night Strike, 1953)
- City of Bad Men (1953) - Mr. Davis
- Column South (1953) - Primrose
- The Beast from 20,000 Fathoms (1953) - Radar Man (Niet op aftiteling)
- The President's Lady (1953) - Samuel Donaldson
- Seminole (1953) - Cpl. Gerard
- Skip Taylor (televisiefilm, 1953) - Rol onbekend
- Flat Top (1952) - Radio Operator (Niet op aftiteling)
- Francis Goes to West Point (1952) - Korporaal Ransom
- Ma and Pa Kettle at the Fair (1952) - Marvin Johnson
- About Face (1952) - Rol onbekend (Niet op aftiteling)
- Steel Town (1952) - Joe Rakich
- The Battle at Apache Pass (1952) - Cpl. Hassett
- The Cimarron Kid (1952) - Bittercreek Dalton
- Apache Drums (1951) - Bert Keon
- Target Unknown (1951) - Sgt. Ralph Phelps
- Air Cadet (1951) - Jerry Connell
- Kansas Raiders (1950) - Cole Younger
- Winchester '73 (1950) - Crater
- Peggy (1950) - Frank Addison
- I Was a Shoplifter (1950) - Police Broadcaster in Surveillance Plane (Niet op aftiteling)
- Comanche Territory (1950) - Sam
- One Way Street (1950) - Driver (Niet op aftiteling)

- Biblioteca Nacional de España: XX1327646
- Bibliothèque nationale de France: cb141556374 (data)
- Gemeinsame Normdatei: 137749023
- International Standard Name Identifier: 0000 0001 1451 0157
- Library of Congress Control Number: no92028281
- MusicBrainz: 7a626bae-20a5-40e3-9f8d-a5199c102e3b
- Nederlandse Thesaurus van Auteursnamen: 134976428
- SNAC: w6f335sd
- Système universitaire de documentation: 133461777
- Virtual International Authority File: 87104548
- WorldCat: E39PBJkp8kdJ7dqG3fgTG7KKh3